# دايموند دي إيه 42
دايموند دي إيه 42 (Diamond DA42 Twin Star) طائرة ثنائية المحرك بأربعة مقاعد، تم تطويرها وتصنيعها من قبل شركة دايموند لصناعات الطائرات النمساوية. كان أول تصميم لمحرك مزدوج من الشركة وكذلك أول طائرة أوروبية جديدة ذات محركين في فئتها يتم تطويرها في أكثر من 25 عامًا.  في عام 2004، أصبحت دي إيه 42 أول طائرة ثابتة الجناحين تعمل بالديزل تقوم بعبور متواصل لشمال الأطلسي.
بحلول عام 2012، أصبح دي إيه 42 مولدًا رئيسيًا للإيرادات للشركة، بعد أن اكتسب شعبية بين المشغلين الحكوميين والعسكريين بالإضافة إلى السوق المدنية التي عانت نتيجة الركود العظيم. عادةً ما يستخدمونها العملاء الحكوميون في دور المراقبة الجوية، مما ساهم في تطوير Dominator Defense Defense Dominator، وهي طائرة دون طيار مشتقة من دي إيه 42.

## تطوير

### الأصول
منذ تأسيسها في الثمانينيا، ركزت الشركة المصنعة النمساوية Diamond Aircraft Industries على بناء خط إنتاج واسع النطاق. خلال أواخر التسعينات، قدم مؤسس الشركة والرئيس التنفيذي كريستيان دريس لفريق التصميم مفهوم لطائرة ذات محركين، والتي أصبحت أول طائرة متعددة المحركات للشركة، وأصبحت الخطوة التالية وراء Diamond DA40.  أكد هذا المفهوم على العديد من الصفات الرئيسية، بما في ذلك الحاجة إلى أن تكون الطائرة بسيطة في التشغيل وتملك كفاءة في استهلاك الوقود، مع توفير مقصورة ركاب فاخرة بأربعة مقاعد شبيهة بالسيارات الحديثة. لم يكن المفهوم شائعًا في ذلك الوقت.